# Lu Jianbo
Lu Tingjie (en chino tradicional, 盧廷傑; en chino simplificado, 卢廷杰; pinyin, Lú Tíngjié; Jiangjin, 3 de julio de 1904 – Chengdu, 8 de diciembre de 1991), más conocido como Lu Jianbo (en chino tradicional, 盧劍波; en chino simplificado, 卢剑波; pinyin, Lú Jiànbō), fue un anarquista chino, esperantista y profesor de historia en la Universidad de Sichuan.

## Biografía
Nació el 3 de julio de 1904, en Jiangjin, provincia de Sichuan (China). Asistió a la escuela secundaria Sichuan Hejiang y más tarde se convirtió en el director del sindicato de estudiantes de la escuela. Influenciado por el Movimiento del Cuatro de Mayo y el Movimiento por la Nueva Cultura, Lu se familiarizó con el anarquismo y el esperanto durante sus años de escuela secundaria. Inspirado por un joven maestro de la escuela, Lu Jianbo se enteró del éxito de la Revolución de Octubre y quiso estudiar en la Rusia soviética. En 1921 tomó tres dólares de plata de su familia y fue a Chongqing para ver a Chen Xiaomei en la Escuela Secundaria del Condado Unido de Chongqing, pero le dijeron que ya no podía ir al norte.
En 1922, se trasladó a la Escuela Normal de Chuannan en el condado de Lu y, en mayo, intentó utilizar los Juegos Deportivos de la Escuela Militar y de Policía de la provincia de Sichuan del Sur para publicar publicaciones que promovieran el anarquismo. Fue descubierto y arrestado y sentenciado a muerte con efecto inmediato por conspirar para incitar a la rebelión contra el ejército y la policía. De camino a la ejecución, Wang Zuanxu informó del caso al señor de la guerra de Sichuan, Yang Sen, quien detuvo la ejecución y lo condenó a confinamiento con fines educativos. Yang Sen le envió un mensaje, diciendo: «Eres tan joven, pero tienes tanto coraje; si eres joven "cambia tus malos hábitos y vuelve al camino correcto", definitivamente harás contribuciones al país en el futuro». Posteriormente, Lu Zuofu, director del Departamento de Educación y presidente del periódico Chuannan Daily, liberó a Lu Jianbo de prisión bajo fianza.
Después de su liberación, fue admitido en la Primera Escuela Secundaria de la provincia de Jiangsu y, durante el mismo período, fundó publicaciones como Minfeng (民锋) y Heilan (黑澜), y se reunió con Ba Jin por primera vez. En 1925 llegó a Shanghái y al año siguiente fue admitido en la Universidad Nacional de Shanghái, donde organizó la Alianza Socialista Democrática, la Alianza Comunista Juvenil Anarquista China y la Asociación de Investigación del Sindicalismo, graduándose en 1928. Tuvo que abandonar la ciudad ese mismo año porque criticó la cooperación entre los anarquistas chinos y el Kuomintang.
En 1931 regresó a Sichuan para recuperarse y luego enseñó allí durante mucho tiempo. Poco después, Lu Jianbo, Wu Xianwu y Zhang Liangqing organizaron y lanzaron la Sociedad de Esperanto de Chengdu, de la que Lu era su presidente y editó publicaciones como Chongjing y Jingzhe. En 1944, comenzó a dar conferencias en la Universidad de Sichuan y en 1960 fue elegido presidente del sindicato de la universidad y más tarde se convirtió en profesor del departamento de historia de la universidad.
Murió el 8 de diciembre de 1991 a los 87 años en Chengdu.

## Familia
Él y Deng Tianyu se convirtieron en pareja en la década de 1920, pero nunca se casaron formalmente, en parte porque ambos suscribían las teorías de la anarquista italiana Emma Goldman.